# Neopallasia
Genre
Classification phylogénétique
Neopallasia est un genre monotypique de plante à fleurs de la famille des Asteraceae, nommé d'après Peter Simon Pallas par le botaniste Piotr Poliakov (1902-1974) que l'on trouve en Asie centrale. Certains auteurs considèrent pourtant que ce genre possède trois espèces: une dans le sud de la Sibérie ; une en Mongolie et une au nord-ouest de la Chine. Les données moléculaires démontrent que le genre Neopallasia est proche stricto sensu du genre Seriphidium et devrait donc être inclus dans la sous-tribu Artemisiinae.

## Taxonomie
Il a été décrit par Peter Simon Pallas sous le nom d’Artemisia pectinata et par Poliakov en 1955 à Léningrad dans Bot. Mater. Gerb. Bot. Inst. Komarova Akad. Nauk S.S.S.R. 17: 429. (Matériels botaniques de l'herbier de l'institut de botanique Komarov de l'Académie des sciences d'URSS) qui en a fait un genre à part.
Synonymes:
- Artemisia pectinata Pall. (basonyme)
- Artemisia pectinata var. yunnanensis Pamp.
- Artemisia yunnanensis (Pamp.) Krasch.
- Neopallasia tibetica Y.R.Ling
- Neopallasia yunnanensis (Pamp.) Y.R.Ling

## Neopallasia pectinata
Neopallasia pectinata (Pall.) Poljakov (autrefois Artemisia pectinata Pall.) est la seule espèce reconnue du genre Neopallasia, qui se présente comme une plante dicotylédone dressée, de 12 à 40 cm de hauteur, à feuilles oblongues et elliptiques, sessiles, divisées et pectinées. On la trouve du Kazakhstan au Xinjiang (Chine), en passant par le sud de la Sibérie et la Mongolie et aussi en Chine, en Mongolie Intérieure et jusqu'au Tibet oriental et au Yunnan.